# Codonanthe gracilis
Codonanthe gracilis är en tvåhjärtbladig växtart som först beskrevs av Carl Friedrich Philipp von Martius, och fick sitt nu gällande namn av Johannes von Hanstein. Codonanthe gracilis ingår i släktet Codonanthe som ingår i familjen gloxiniaväxter (gesneriaceae). Inga underarter finns listade i Catalogue of Life.

## Bilder

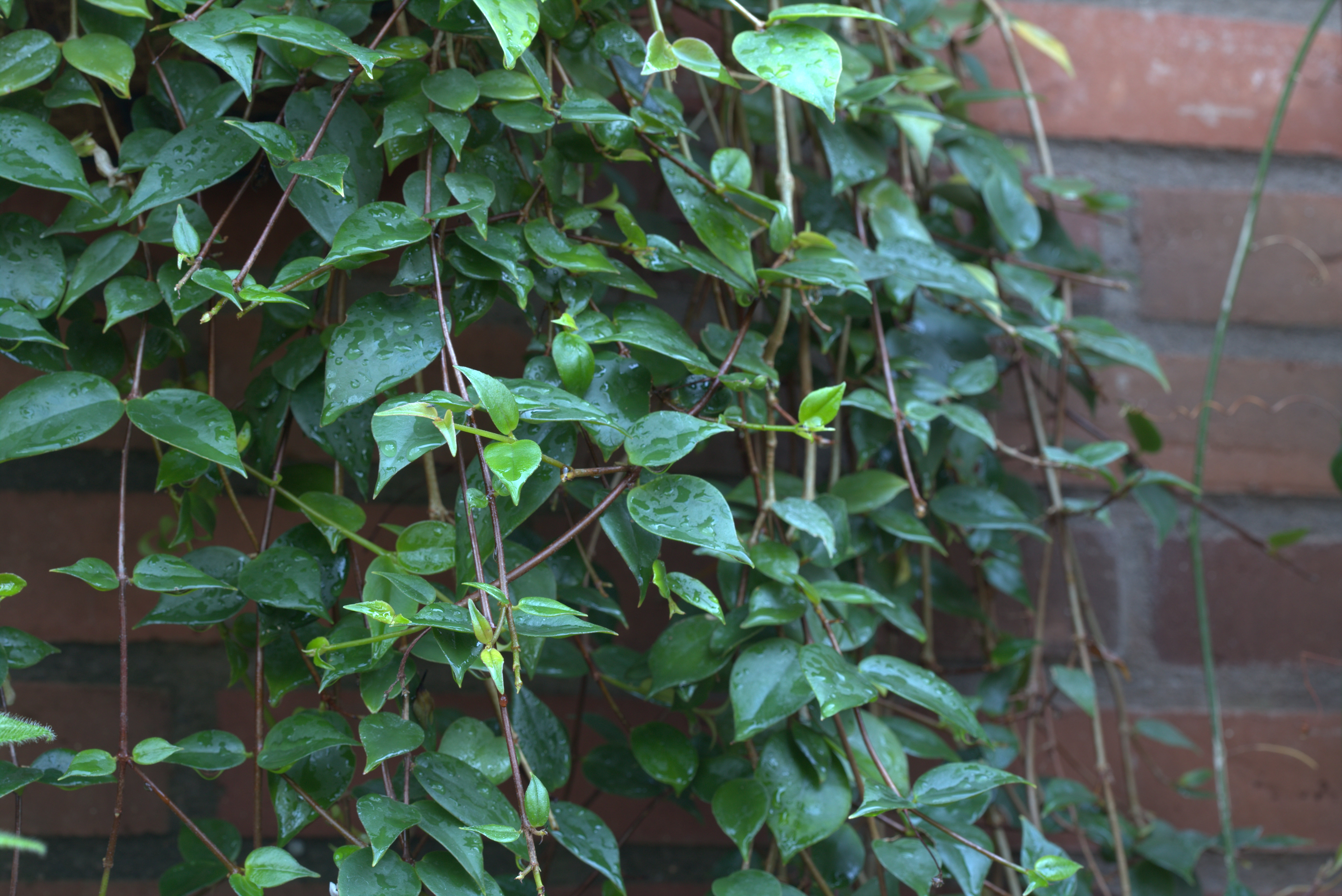
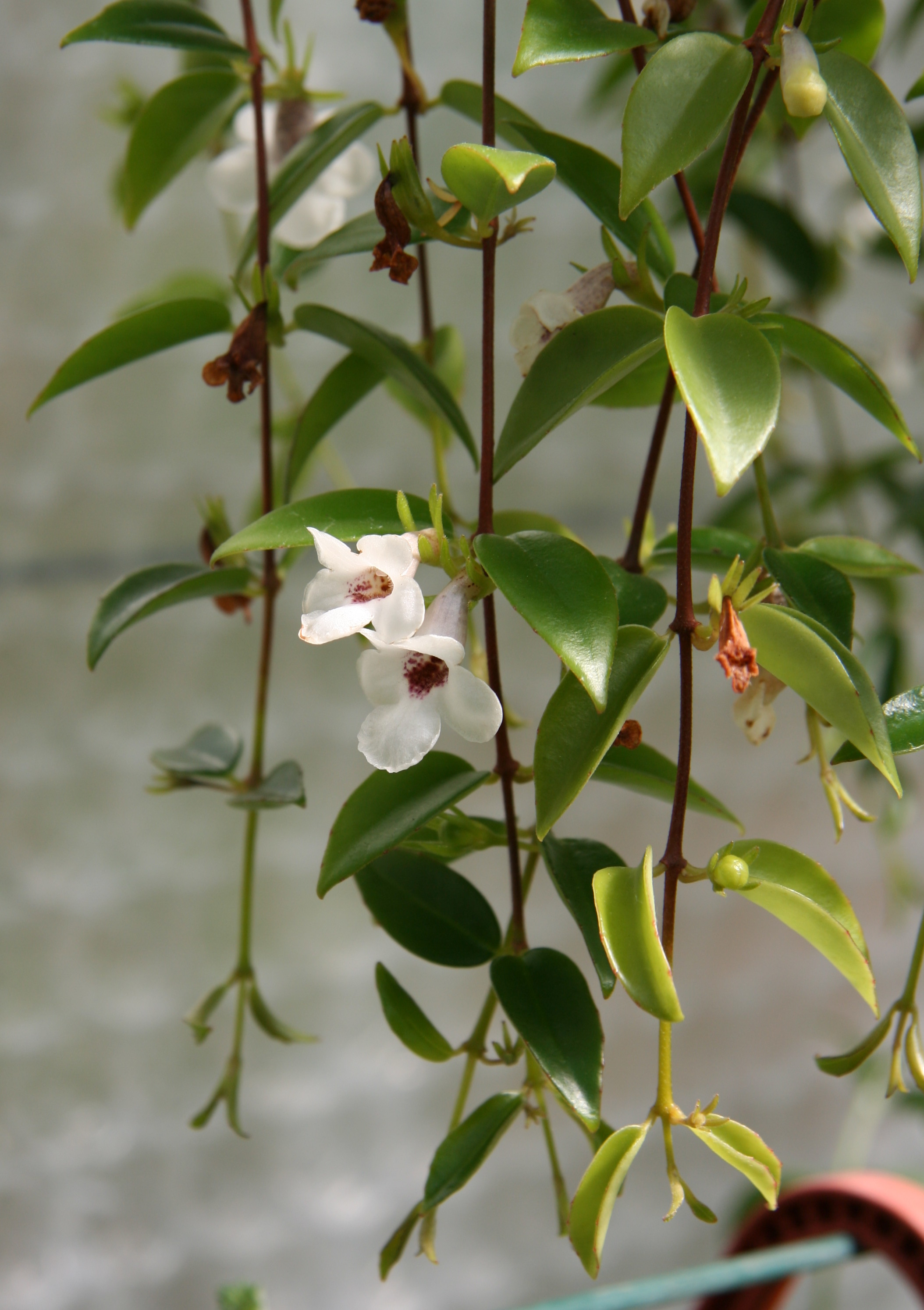